# Anadenobolus potosianus
Anadenobolus potosianus är en mångfotingart som först beskrevs av Chamberlin 1941.  Anadenobolus potosianus ingår i släktet Anadenobolus och familjen Rhinocricidae. Inga underarter finns listade i Catalogue of Life.